# Russkaja
A Russkaja (ЯUSSKAJA írásmóddal) osztrák együttes volt, 2005-ben alakult Bécsben. A zenekar ska punkot, folk metalt és gypsy punkot játszott, orosz népzenével keverve. 
Eredetileg a "Chat Chapeau" kiadóval, majd az ennél nagyobb Napalm Records kiadóval kötöttek szerződést. Georgij Makazaria énekes korábban a Stahlhammer nevű együttesben játszott. A Russkaja többi tagja is játszott már egyéb együttesekben. Különlegesség, hogy Georgij valóban orosz származású.
2023. február 3-án utolsó lemezük, a Turbo Polka Party megjelenése után jelentették be feloszlásukat, miután egyre több kritika érte őket az orosz-ukrán konfliktus következtében a nevük miatt, valamint hogy már nem tudják felhasználni a dalaikban gyakran jelen levő szovjet szimbólumokat.

## Tagjai a feloszlás előtt
- Georgij Makazaria - ének
- Dimitrij Miller - basszusgitár
- Engel Mayr - gitár
- Lea-Sophie Fischer - hegedű
- Rainer Gutternigg - trombita
- H.G. Gutternigg - potete (trombita)
- Mario Stübler - dob

## Korábbi tagjai
- Titus Vadon - dob
- Zebo Adam - gitár
- Antonia-Alexa Georgiew - hegedű
- Ulrike Müllner - hegedű

## Diszkográfia
- Kasatchok Superstar (2008)
- Russian Voodoo (2010)
- Energia! (2013)
- Peace, Love & Russian Roll (2015)
- Kosmopoliturbo (2017)
- No One is Illegal (2019)
- Turbo Polka Party (2023)

## Egyéb kiadványok
- Dawai, Dawai (EP, 2006)
- Barada (EP, 2013)